# Championnat des îles Cook de football 2014
Navigation
Saison précédente Saison suivante
La saison 2014 du Championnat des îles Cook de football est la soixante-quatrième édition du championnat de première division aux Îles Cook. Les sept meilleurs clubs de Roratanga sont regroupés au sein d'une poule unique, la Round Cup, où ils s'affrontent deux fois au cours de la saison. Il n’y a ni promotion, ni relégation en fin de saison.
C'est le Tupapa Maraerenga FC qui est sacré champion des îles Cook cette saison après avoir terminé en tête du classement final, ne devançant qu’à la différence de buts le tenant du titre, Puaikura FC. C'est le onzième titre de champion des îles Cook de l’histoire du club.

## Les clubs participants
- Nikao Sokattack FC
- Tupapa Maraerenga FC
- Puaikura FC
- Avatiu FC
- Takuvaine FC
- Matavera FC
- Titikaveka FC

## Compétition

### Classement
Le barème utilisé pour établir le classement est le suivant :
- Victoire : 3 points
- Match nul : 1 point
- Défaite : 0 point

| Rang | Équipe               | Pts | J  | G | N | P  | Bp | Bc | Diff |
| ---- | -------------------- | --- | -- | - | - | -- | -- | -- | ---- |
| 1    | Tupapa Maraerenga FC | 29  | 12 | 9 | 2 | 1  | 59 | 12 | +47  |
| 2    | Puaikura FCT         | 29  | 12 | 9 | 2 | 1  | 46 | 10 | +36  |
| 3    | Avatiu FC            | 21  | 12 | 6 | 3 | 3  | 27 | 22 | +5   |
| 4    | Takuvaine FC         | 16  | 12 | 5 | 1 | 6  | 26 | 27 | -1   |
| 5    | Matavera FC          | 13  | 12 | 4 | 1 | 7  | 24 | 34 | -10  |
| 6    | Nikao Sokattack FC   | 9   | 12 | 3 | 0 | 9  | 14 | 44 | -30  |
| 7    | Titikaveka FC        | 4   | 12 | 1 | 1 | 10 | 12 | 59 | -47  |

|  | Qualification pour la Ligue des champions de l'OFC 2016 |
|  | T : Tenant du titre                                     |

### Matchs
| Résultats (▼dom., ►ext.) | Ava | Mat | Nik | Pua | Tak | Tit  | Tup  |
| Avatiu FC                |     | 2-1 | 2-0 | 0-0 | 4-1 | 4-0  | 0-3  |
| Matavera FC              | 3-0 |     | 4-1 | 2-4 | 3-0 | 4-2  | 4-5  |
| Nikao Sokattack FC       | 0-7 | 2-1 |     | 1-4 | 1-5 | 2-0  | 0-8  |
| Puaikura FC              | 9-1 | 4-0 | 6-1 |     | 3-0 | 10-0 | 2-1  |
| Takuvaine FC             | 2-2 | 5-0 | 2-1 | 2-1 |     | 3-1  | 1-2  |
| Titikaveka FC            | 2-4 | 1-1 | 1-5 | 1-2 | 4-3 |      | 0-11 |
| Tupapa Maraerenga FC     | 1-1 | 8-1 | 4-0 | 1-1 | 5-2 | 10-0 |      |

## Bilan de la saison
| Championnat des îles Cook de football 2014 |                                  |
| Champion                                   | Tupapa Maraerenga FC (11e titre) |
| Coupes et trophées                         |                                  |
| Vainqueur de la Coupe des îles Cook 2014   | Takuvaine FC                     |
| Qualifications continentales               |                                  |
| Ligue des champions de l'OFC 2016          | Tupapa Maraerenga FC             |
| Promotions et relégations                  |                                  |
| Promus en Round Cup                        | Aucun                            |
| Relégués                                   | Aucun                            |